# Topoliok
Topoliok (en rus: Тополёк) és un poble de l'óblast de Saràtov, a Rússia, segons el cens del 2010 tenia 90 habitants. Pertany al districte municipal d'Ivantéievka.